# Respirometria
La respirometria és un terme general que engloba una sèrie de tècniques per obtenir estimacions de les taxes de metabolisme de vertebrats, invertebrats, plantes, teixits, cèl·lules, o microorganismes mitjançant una mesura indirecta de la producció de calor (calorimetria).

## Taxes metabòliques d'animals sencers
El metabolisme d'un animal s'estima determinant les taxes de producció de diòxid de carboni (VCO2) i de consum d'oxigen (VO2) d'animals individuals, ja sigui en un sistema de respirometria de circuit tancat o obert. Normalment, s'obtenen dues mesures: la taxa metabòlica estàndard (TME) o la taxa metabòlica basal (TMB) i taxa màxima (VO2màx). La TME es mesura mentre l'animal està en repòs (però no adormit) en condicions específiques de laboratori (temperatura, hidratació) i específiques del subjecte (per exemple, mida o al·lometria), edat, estat de reproducció, després que els aliments hagin estat asimilats per evitar el seu efecte tèrmic. El VO2màx es determina normalment durant l'exercici aeròbic als límits fisiològics o a prop. En canvi, la taxa metabòlica de camp (TMC) es refereix a la taxa metabòlica d'un animal actiu sense restriccions a la naturalesa. Les taxes metabòliques d'animals sencers es refereixen a aquestes mesures sense correcció de la massa corporal. Si els valors TME o TMB es divideixen pel valor de la massa corporal de l'animal, la taxa s'anomena específica de massa; així, aquest valor és el que normalment s'utilitza en comparacions entre espècies.